# Pierre Thevenoux
Jean-Pierre Thevenoux (nom de scène : Pierre Thevenoux) est un humoriste français.
Il est passé par le Jamel Comedy Club et le Point Virgule.

## Biographie
Originaire de Poitiers, Pierre Thevenoux poursuit des études en France et à l’étranger. Il exerce de nombreux petits boulots et métiers, jusqu’à cofonder une conciergerie en ligne[réf. nécessaire].
Sur scène, il évoque des sujets variés tels que l’écologie, la religion ou les relations de couple. Loin de l’archétype de l’humoriste engagé, il pense d’abord à faire rire avant de chercher à faire passer des messages.

### Parcours scénique et médiatique
Encouragé par ses proches à monter sur scène, il franchit le pas et participe à la saison 9 du Jamel Comedy Club. En parallèle, il fait le tour des plateaux parisiens jusqu’à proposer son premier spectacle au Théâtre de la Petite Loge.
Repéré par Antoinette Colin, directrice artistique du Point Virgule, il a l’occasion de se produire dans de nombreuses grandes salles en qualité de jeune talent. Il commence par la soirée des humoristes de demain du Festival d’Humour de Paris en février 2019. Puis en juin 2019, il participe au Point Virgule et fait l’Olympia aux côtés de Paul Taylor, Marina Rollman ou encore de Tania Dutel. Le Point Virgule l’emmène également en tournée avec la troupe.
Pendant l’été 2019, il joue son spectacle Pierre Thevenoux est marrant… normalement au Théâtre du Point Virgule.
C‘est également le moment où il co-crée le podcast Calme-toi Bernard aux côtés d’un autre humoriste de sa génération, Ghislain Blique. Ils partagent l’antenne avec une cheffe, Sabine, et un blogueur mode, Valéry.
En novembre 2019, Le Parisien le sélectionne parmi les Étoiles espoir de l’humour aux côtés d’Alexandra Pizzagali, d’Aymeric Lompret, de Panayotis Pascot ou encore de Paul Mirabel. Il fait également partie de la nouvelle émission Autour de consacrée au stand-up et diffusée sur France Télévisions.
Le 30 décembre 2019, il revient sur la scène du Jamel Comedy Club pour la 10e saison. Le 1er janvier 2020, la première édition de Génération Paname permet à Pierre d'être diffusé sur France 2. Il enchaîne par la suite des captations pour différents supports télé et web.
En 2023, il lance et co-anime le podcast Podkassos au côté d'Urbain et Franjo.